# Joseph Heath
Joseph Heath (Bristol, 31 dicembre 1869 – Bristol, ...) è stato un calciatore inglese, di ruolo attaccante.

## Carriera
Attaccante di Wolves e Woolwich Arsenal, passò alla storia per essere stato il primo calciatore della Football League a tirare e segnare un calcio di rigore, conquistato da Heath stesso: il 14 settembre del 1891 trasformò il penalty nella sfida tra Wolverhampton e Accrington al Molineux Stadium, incontro conclusosi sul 5-0 per i padroni di casa.